# Liste der Biografien/Zen
Liste der Biografien |
Portal Biografien |
Personensuche
# |
A |
B |
C |
D |
E |
F |
G |
H |
I |
J |
K |
L |
M |
N |
O |
P |
Q |
R |
S |
T |
U |
V |
W |
X |
Y |
Z |
?
 
Za |
Zb |
Zc |
Zd |
Ze |
Zf |
Zg |
Zh |
Zi |
Zj |
Zk |
Zl |
Zm |
Zn |
Zo |
Zr |
Zs |
Zu |
Zv |
Zw |
Zy |
Zz
 
Zea |
Zeb |
Zec |
Zed |
Zee |
Zef |
Zeg |
Zeh |
Zei |
Zej |
Zek |
Zel |
Zem |
Zen |
Zeo |
Zep |
Zeq |
Zer |
Zes |
Zet |
Zeu |
Zev |
Zew |
Zey |
Zez
Die Liste der Biografien führt alle Personen auf, die in der deutschsprachigen Wikipedia einen Artikel haben. Dieses ist eine Teilliste mit 345 Einträgen von Personen, deren Namen mit den Buchstaben „Zen“ beginnt.

## Zen
- Zen Ruffinen, Augustin Sulpiz (1765–1829), Schweizer Geistlicher und Bischof von Sitten
- Zen Ruffinen, Franz Joseph Melchior (1729–1790), Schweizer römisch-katholischer Geistlicher, Bischof von Sitten
- Zen, Carlo († 1825), italienischer Kurienbischof der römisch-katholischen Kirche
- Zen, Daniel (1585–1628), Bischof von Brixen
- Zen, E-an (1928–2014), chinesisch-US-amerikanischer Geologe
- Zen, Enrico (* 1986), italienischer Radrennfahrer
- Zen, Ivo (* 1970), Schweizer Filmregisseur
- Zen, Jean (* 1981), französischer Radrennfahrer
- Zen, Joseph Ze-kiun (* 1932), chinesischer Kardinal und Bischof von Hongkong
- Zen, Keinosuke (1887–1951), japanischer Politiker und Unternehmer
- Zen, Lezley (* 1974), US-amerikanische PornodarstellerinLezley Zen (* 1974)

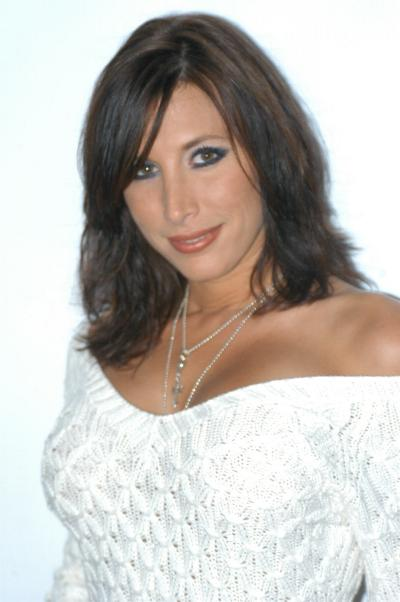
Lezley Zen (* 1974)

- Zen, Renier († 1268), Doge von Venedig (1253–1268)

### Zena
- ZENA (* 2002), belarussische Sängerin, Moderatorin und Schauspielerin
- Zenale, Bernardo († 1526), italienischer Maler
- Zenamon, Jaime Mirtenbaum (* 1953), bolivianischer klassischer Gitarrist und Komponist
- Zenari, Mario (* 1946), italienischer Geistlicher, Diplomat des Heiligen Stuhls, römisch-katholischer Erzbischof und Kardinal
- Zenari, Silvia (1895–1956), italienische Botanikerin
- Zenas der Rechtsgelehrte, neutestamentarischer Rechtsgelehrter
- Zénati, Hamid (1944–2022), deutsch-algerischer Textilkünstler
- Zenatti, Julie (* 1981), französische SängerinJulie Zenatti (* 1981)

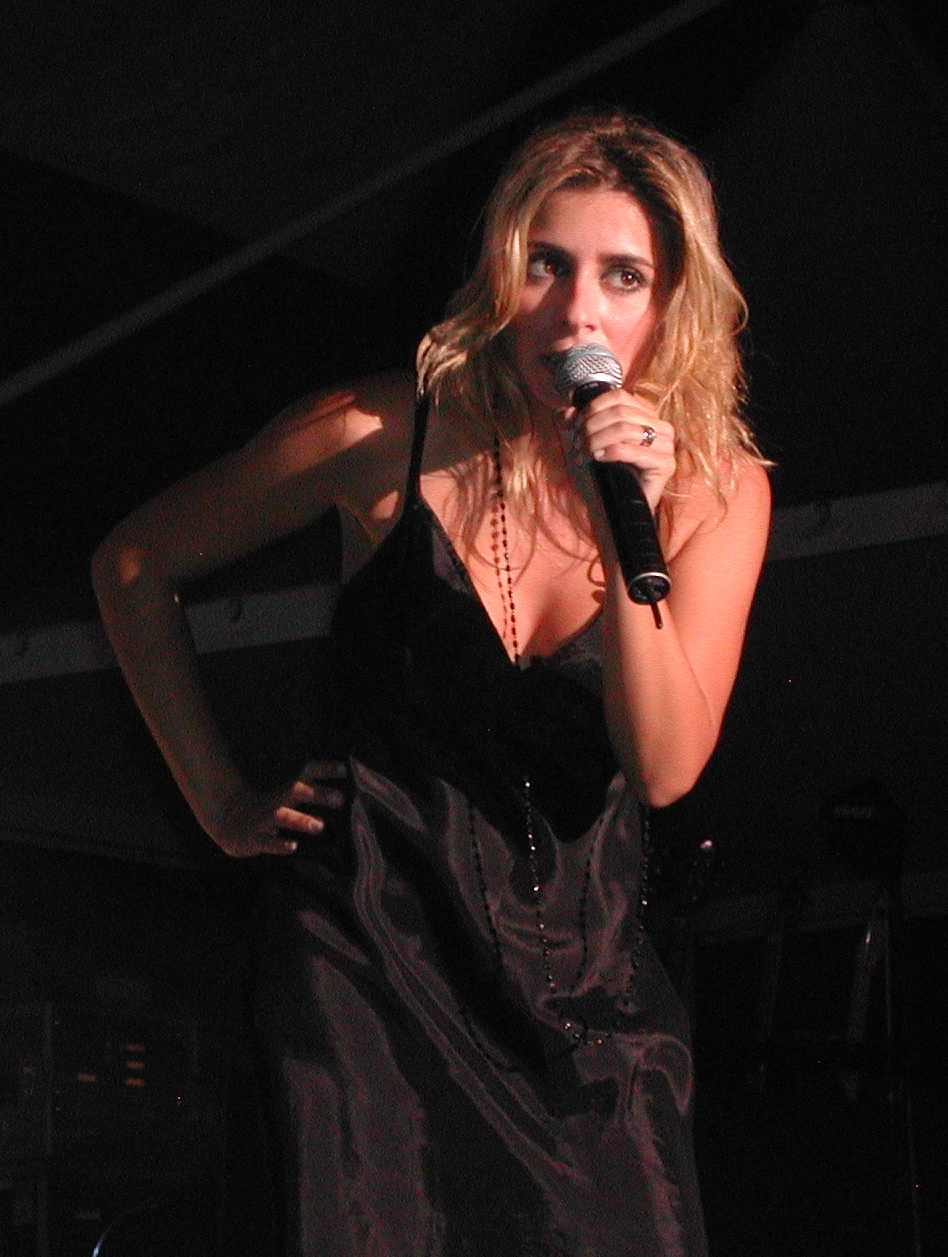
Julie Zenatti (* 1981)

- Zenatti, Valérie (* 1970), französisch-israelische Schriftstellerin

### Zenb
- Zenbē Kawakami (1868–1944), japanischer Önologe
- Zenbilci, Ahmet (* 1966), türkischer Politiker (AKP)

### Zenc
- Zenck, Hermann (1898–1950), deutscher Musikwissenschaftler
- Zenck, Martin (* 1945), deutscher Musikwissenschaftler und Hochschullehrer
- Zencke, Hans-Henning (1925–1988), deutscher Journalist
- Zencke, Peter (* 1950), deutscher Mathematiker, Manager und Vorstandsmitglied der SAP AG
- Zenckel, Georg Peter (1717–1760), deutscher lutherischer Theologe und Hochschullehrer
- Zencker, August, deutscher Fußballspieler
- Zenclussen, Ana Claudia (* 1971), deutsch-argentinische Immunologin

### Zend
- Zenda, Konrad (1900–1958), sorbisch-deutscher Bildhauer
- Zendal Gómez, Isabel, spanische Krankenschwester, erste Frau auf internationaler Impfexpedition, Rektorin eines Waisenhauses
- Zendaya (* 1996), US-amerikanische Schauspielerin, Sängerin und TänzerinZendaya (* 1996)

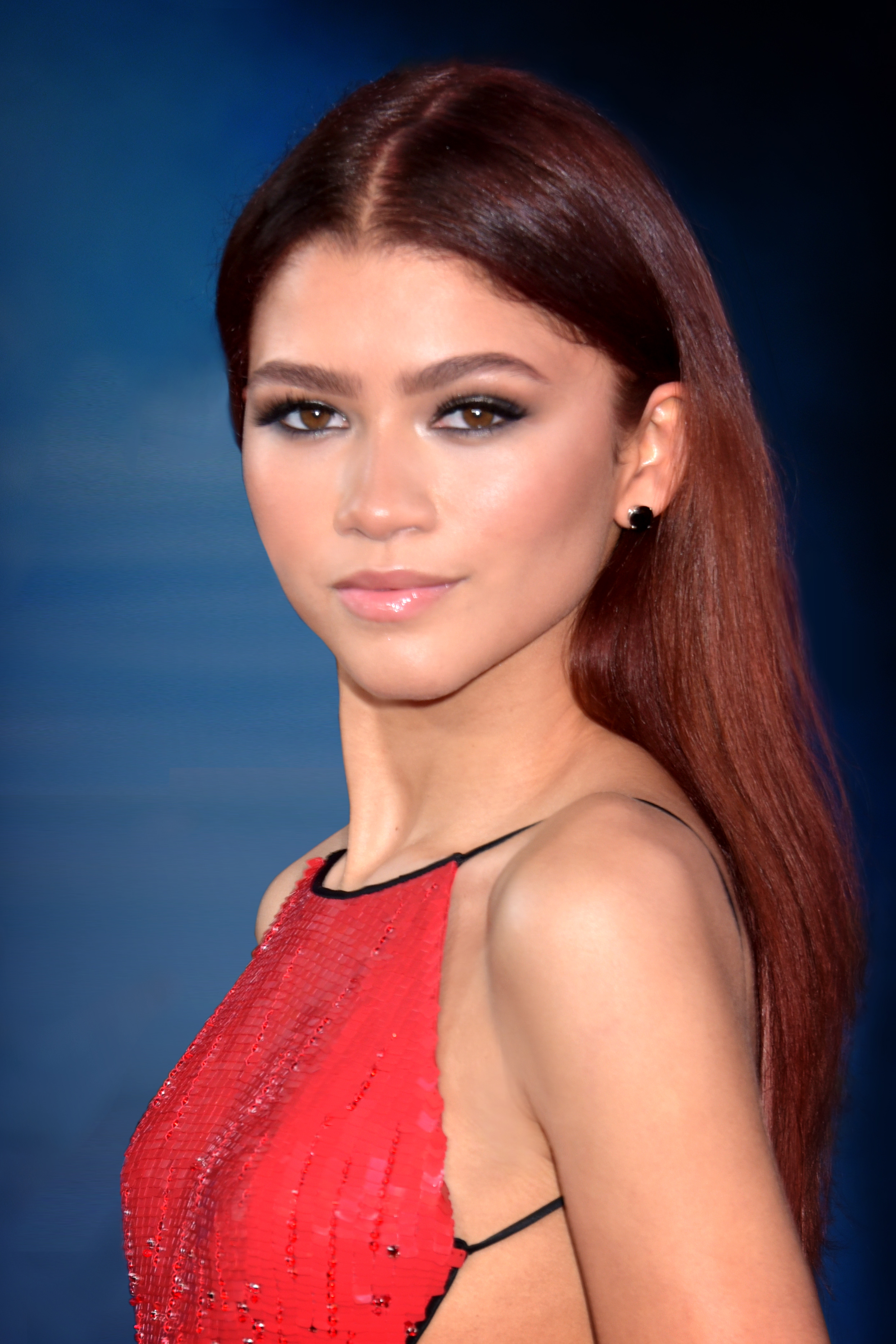
Zendaya (* 1996)

- Zende (* 1943), iranischer Künstler
- Zendejas, Alejandro (* 1998), mexikanisch-US-amerikanischer Fußballspieler
- Zendejas, Gerardo (* 1963), katholischer Bischof der SSPX Resistance
- Zendejas, Samadhi (* 1994), mexikanische Schauspielerin
- Zendeli, Lirim (* 1999), deutscher Automobilrennfahrer
- Zenden, Boudewijn (* 1976), niederländischer Fußballspieler
- Zender, Gert (* 1960), deutscher Verwaltungsjurist
- Zender, Hans (1936–2019), deutscher Dirigent und Komponist
- Zender, Lars (* 1975), deutscher Hepatologe und Onkologe
- Zender, Matthias (1907–1993), deutscher Volkskundler
- Zender, Niklas (* 1990), deutscher Leichtathletik
- Zender, Rudolf (1901–1988), Schweizer Maler, Grafiker und Zeichner
- Zender, Stuart (* 1974), britischer Bassist, Komponist und Musikproduzent
- Zenderoudi, Hossein (* 1937), iranischer Künstler
- Zendler, Andreas (* 1957), deutscher Informatiker und Hochschullehrer
- Zendralli, Arnoldo Marcelliano (1887–1961), Schweizer Lehrer, Historiker, Publizist und Kulturschaffender
- Zendrini, Bernardino (1679–1747), italienischer Ingenieur und Mathematiker
- Zendrini, Bernardino (1839–1879), italienischer Dichter und Übersetzer
- Zendron, Alessandra (* 1951), italienische Politikerin, Publizistin und Dokumentarfilmerin (Südtirol)
- Zendron, Guido (* 1954), italienischer Geistlicher, Bischof von Paulo Afonso
- Zendron, Rainer (* 1955), österreichischer Künstler, Kurator und Hochschullehrer

### Zene
- Zenegg-Scharffenstein, Emerich (1880–1948), österreichischer Archivar
- Zenegia, Elimpiona (* 2003), griechische Leichtathletin
- Zeneli, Arbër (* 1995), schwedisch-kosovarischer Fußballspieler
- Zeneli, Erfan (* 1986), finnischer Fußballspieler
- Zenenga, Raisedon, simbabwischer UN-Diplomat
- Zener, Clarence Melvin (1905–1993), US-amerikanischer Physiker und Elektrotechniker
- Zener, Karl (1903–1964), US-amerikanischer Psychologe
- Zenere, Asja (* 1996), italienische Skirennläuferin
- Zenere, Valentina (* 1997), argentinische Schauspielerin, Sängerin und ModelValentina Zenere (* 1997)

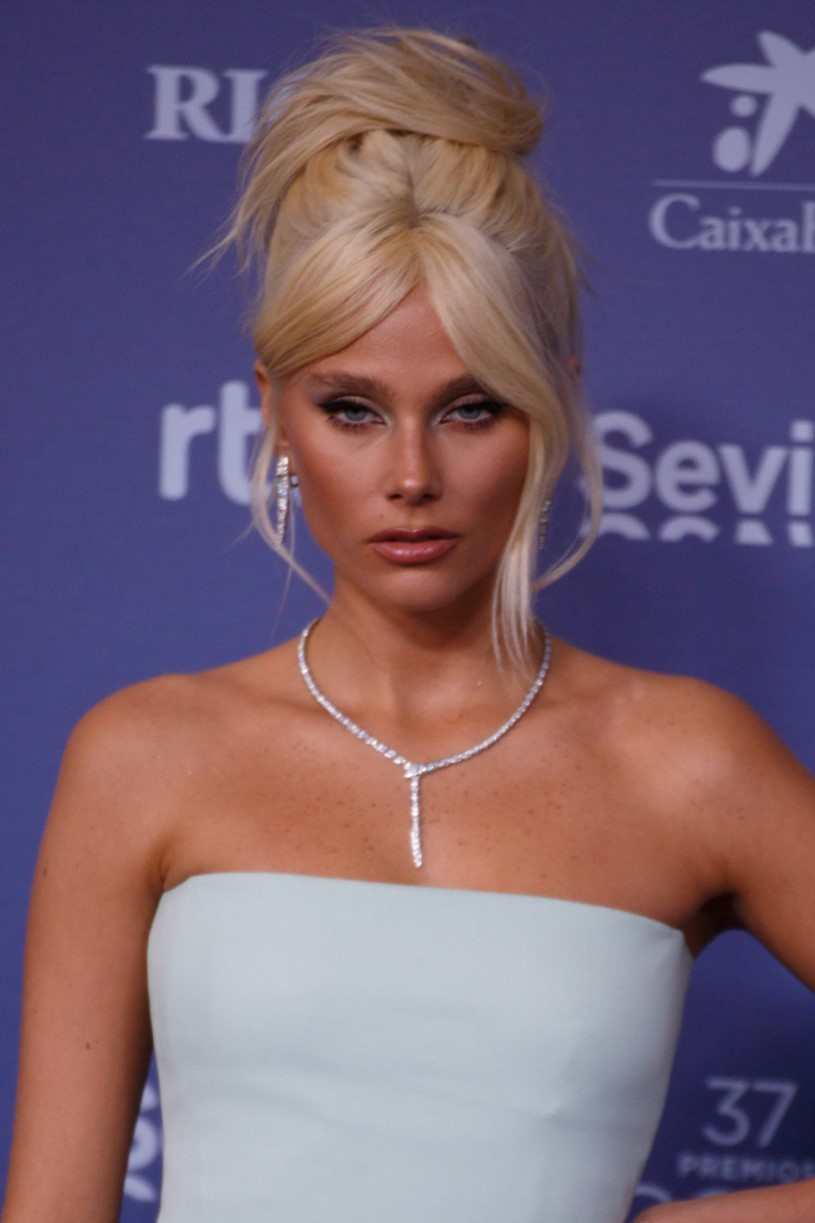
Valentina Zenere (* 1997)

- Zenetos, Takis (1926–1977), griechischer Architekt der Moderne
- Zenetti, Arnold (1824–1891), deutscher Architekt, Münchner Baubeamter
- Zenetti, Benedikt (1821–1904), Benediktinerabt in München
- Zenetti, Emil (1883–1945), deutscher General der Flakartillerie im Zweiten Weltkrieg
- Zenetti, Ferdinand (1839–1902), deutscher Lokalpolitiker und Bürgermeister
- Zenetti, Johann Baptist von (1785–1856), bayerischer Regierungspräsident, Ministervertreter, Paulskirchen-Abgeordneter in Frankfurt
- Zenetti, Julius von (1822–1905), bayerischer Regierungspräsident, Ministerialrat und Landrat
- Zenetti, Lothar (1926–2019), deutscher katholischer Theologe und Schriftsteller
- Zenetti, Paul (1866–1943), deutscher Geologe und Prähistoriker

### Zeng
- Zeng Fanzhi (* 1964), chinesischer Maler
- Zeng Jinlian (1964–1982), chinesisches Mädchen, größte Frau der neueren Geschichte
- Zeng Qinghong (* 1939), chinesischer Politiker
- Zeng Shen (* 505 v. Chr.), Philosoph
- Zeng, Baosun (1893–1978), chinesische Feministin, Historikerin und christliche Pädagogin
- Zeng, Chenggang (* 1960), chinesischer Bildhauer und Hochschullehrer
- Zeng, Claus (* 1964), deutscher Jurist und Richter am Bundesgerichtshof
- Zeng, Guofan (1811–1872), chinesischer Beamter
- Zeng, Guoqiang (* 1965), chinesischer Gewichtheber und Olympiasieger
- Zeng, Jennifer (* 1966), chinesische Menschenrechtsaktivistin und Autorin
- Zeng, Jianhang (* 1998), chinesischer Hürdenläufer
- Zeng, Jinjin (* 2001), chinesische Beachvolleyballspielerin
- Zeng, Jinyan (* 1983), chinesische Bloggerin und Menschenrechtsaktivistin
- Zeng, Jiongzhi (1898–1940), chinesischer Mathematiker
- Zeng, Peiyan (* 1938), chinesischer Politiker
- Zeng, Rui (* 1998), chinesische Dreispringerin
- Zeng, Shaoxuan (* 1981), chinesischer Tennisspieler
- Zeng, Xiaoye (* 1991), chinesischer Snowboarder
- Zeng, Yaqiong (* 1976), chinesische Badmintonspielerin
- Zeng, Ying (* 1987), chinesische Fußballspielerin
- Zeng, Yunqian (1884–1945), chinesischer Gelehrter und Phonologe
- Zeng, Yuqun (* 1968), chinesischer Unternehmer
- Zeng, Zhen (* 1993), chinesische Synchronschwimmerin
- Zeng, Zhiying (* 1966), chilenische Tischtennisspielerin
- Zenga, Erik (* 1993), deutscher Fußballspieler
- Zenga, Walter (* 1960), italienischer Fußballtorwart und -trainer
- Zenge, August Wilhelm Hermann von (1736–1817), preußischer Generalmajor
- Zenge, Wilhelmine von (1780–1852), Verlobte Heinrich von Kleists
- Zengel, Eva (* 1931), deutsche Kunsthistorikerin und Archäologin
- Zengel, Helena (* 2008), deutsche SchauspielerinHelena Zengel (* 2008)

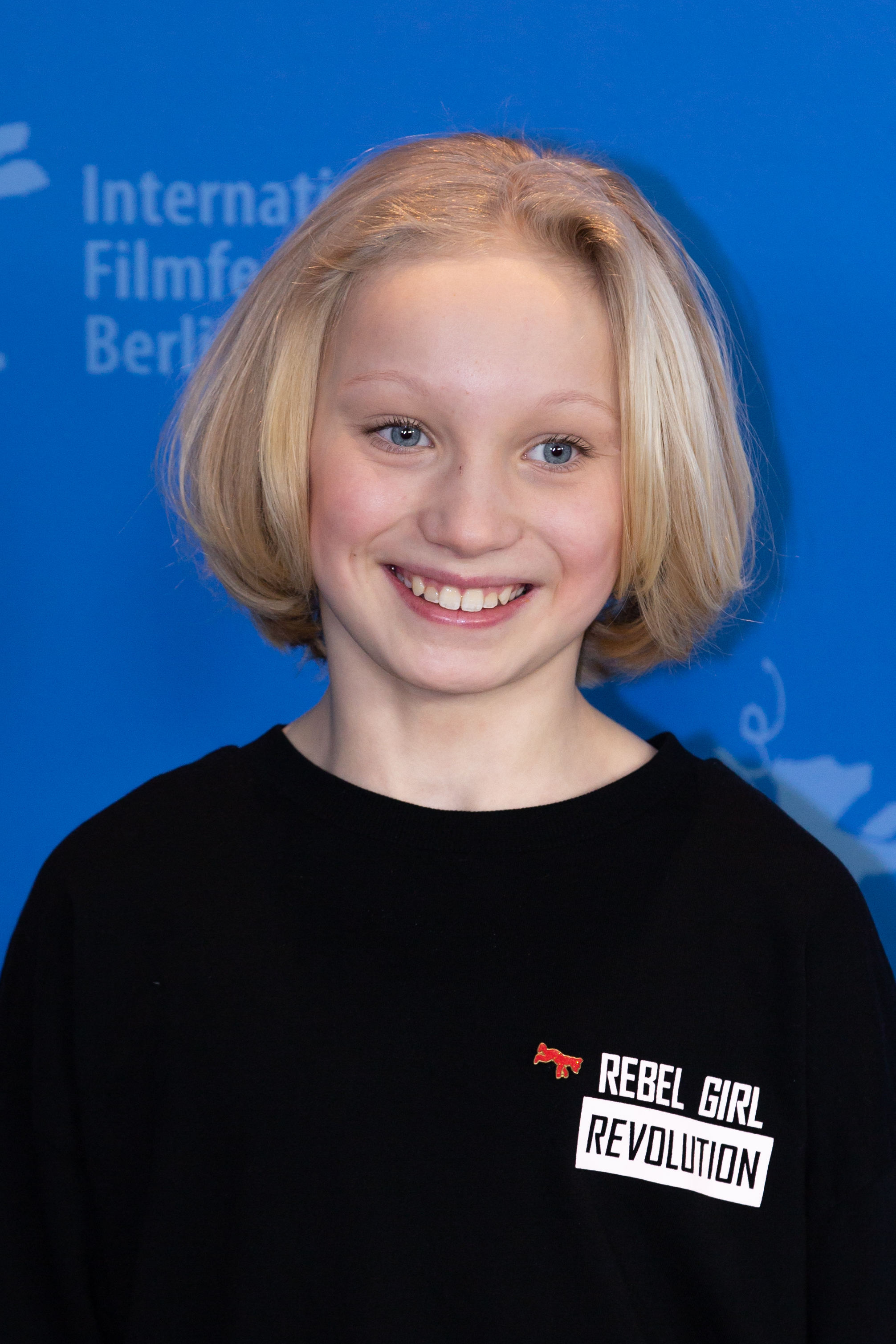
Helena Zengel (* 2008)

- Zengeler, Anton (1847–1913), deutscher Architekt
- Zengeler, Hans (* 1945), deutscher Schriftsteller
- Zengelis, Ilias (* 1937), griechischer Architekt
- Zengeni, Brian (* 1985), simbabwischer Straßenradrennfahrer
- Zenger zu Schwarzeneck und Regenstauf, Hans, Adliger
- Zenger zu Zangenstein und Schneeberg, Tristram I., Adliger
- Zenger, Carl (1838–1905), deutscher Architekt und bayerischer Baubeamter
- Zenger, Christoph (* 1940), deutscher Mathematiker, Informatiker und Hochschullehrer
- Zenger, Conrad I., Adliger
- Zenger, Erich (1939–2010), deutscher Theologe und Universitätsprofessor
- Zenger, Franz Xaver (1798–1871), deutscher Rechtswissenschaftler
- Zenger, Heinrich, Adliger
- Zenger, Heinrich II., Adliger
- Zenger, John Peter (1697–1746), deutsch-amerikanischer Publizist und VerlegerJohn Peter Zenger (1697–1746)

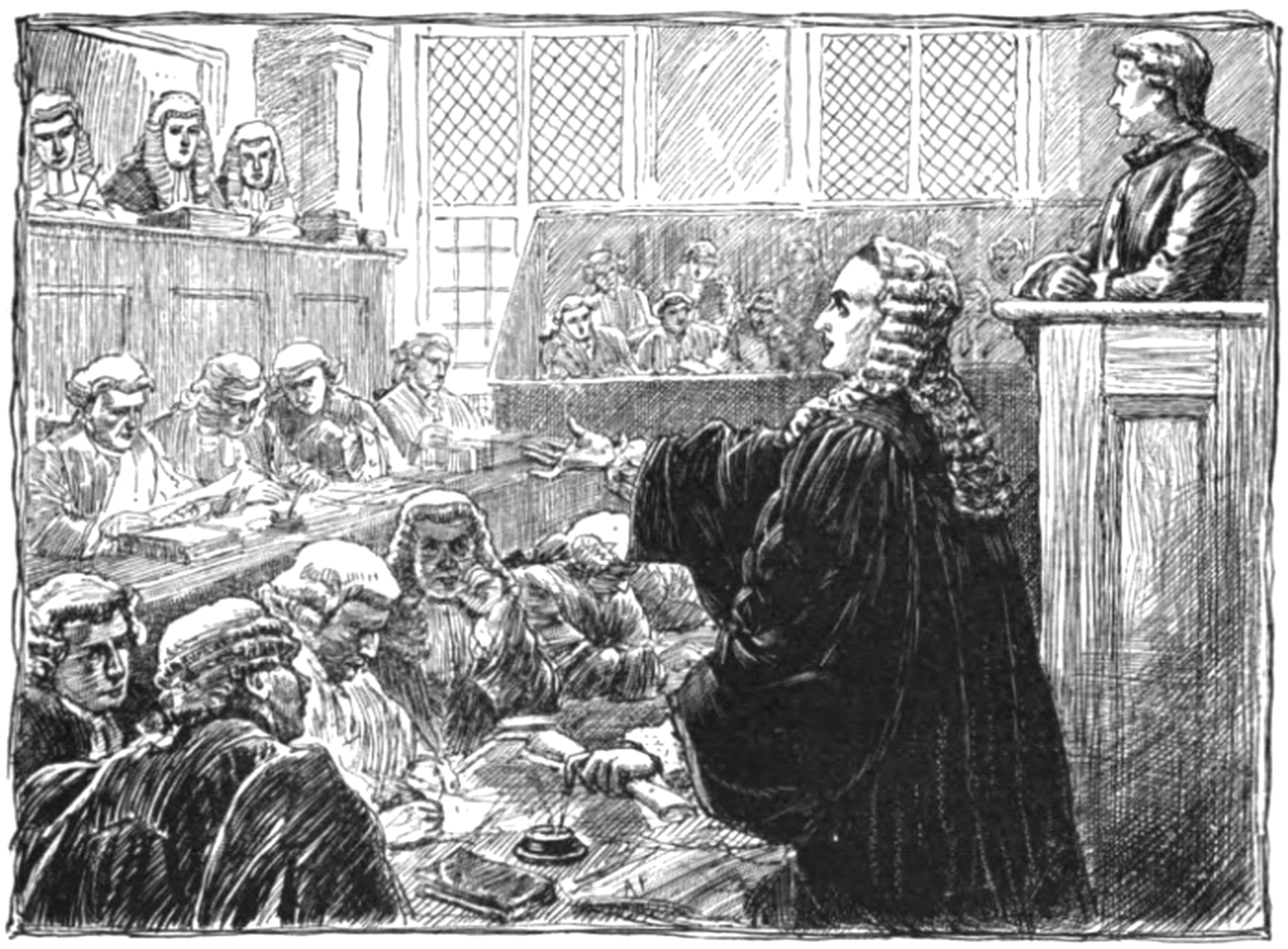
John Peter Zenger (1697–1746)

- Zenger, Josef (* 1935), deutscher Fußballspieler
- Zenger, Joseph (1757–1827), katholischer Geistlicher und Domkapitular in Passau
- Zenger, Julian (* 1997), deutscher Volleyballspieler
- Zenger, Karl (1873–1912), deutscher Eiskunstläufer
- Zenger, Marquart, Adliger
- Zenger, Max (1837–1911), deutscher Komponist, Kapellmeister, Lehrer, Musikschriftsteller und -kritiker
- Zenger, Ortlieb I., Adliger
- Zenger, Ortlieb II., Adliger
- Zenger, Ramon (* 2004), Schweizer Unihockeyspieler
- Zenger, Václav (1830–1908), tschechischer Physiker, Meteorologe, Hochschullehrer und Rektor
- Zenger, Wilhelm (1877–1911), deutscher Eiskunstläufer
- Zenger, Wolfhart I., Adliger
- Zengerle, Hans (* 1947), deutscher Fußballspieler
- Zengerle, Josef (* 1948), deutscher Politiker (CSU), MdL
- Zengerle, Mark (* 1989), US-amerikanisch-deutscher Eishockeyspieler
- Zengerling, Alf (1884–1961), deutscher Filmregisseur, Drehbuchautor und Filmproduzent
- Zengi (1087–1146), Atabeg von Aleppo und Mosul
- Zengin, Enes (* 2002), deutscher Fußballspieler
- Zengin, Erkan (* 1985), schwedisch-türkischer Fußballspieler
- Zengin, İbrahim (1931–2013), türkischer Ringer
- Zengin, Kerim (* 1985), türkischer Fußballspieler
- Zengin, Muhammet Hanifi (* 2004), türkischer Speerwerfer
- Zengin, Serhan (* 1990), deutsch-türkischer Fußballspieler
- Zengin, Tolga (* 1983), türkischer Fußballtorhüter
- Zengin, Ulaş (* 1997), türkischer Fußballspieler
- Zenginer, Fulya (* 1989), türkische Schauspielerin
- Zenglein, Johannes (* 1986), deutscher Fernsehmoderator
- Zengo Antoniu, Androniqi (1913–2000), albanische Malerin
- Zengxin, Yang (1864–1928), Kriegsherr in der Republik China und Gouverneur von Xinjiang (1911–1928)

### Zenh
- Zenhäusern, Aldo (1951–2012), Schweizer Eishockeynationalspieler
- Zenhäusern, Gerd (* 1972), Schweizer Eishockeyspieler und Eishockeytrainer
- Zenhäusern, Katharina (1919–2014), Schweizer Frau, erste Schweizer Wählerin
- Zenhäusern, Martin (* 1960), Schweizer Autor von Managementliteratur
- Zenhäusern, Ramon (* 1992), Schweizer SkirennfahrerRamon Zenhäusern (* 1992)

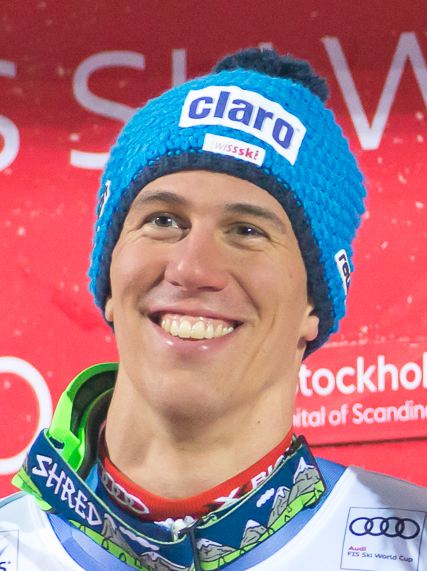
Ramon Zenhäusern (* 1992)

### Zeni
- Zeni, Elia (* 2001), italienischer Biathlet
- Zenichowski, Alfred (* 1942), deutscher Maler und Grafiker
- Zenichowski, Heinrich (* 1941), deutscher Bildhauer und Restaurator
- Zénier, Bernard (* 1957), französischer Fußballspieler
- Zeniketes († 77 v. Chr.), kilikischer Seeräuber
- Ženíšek, František (1849–1916), tschechischer Historien- und Porträtmaler sowie Hochschullehrer
- Ženíšek, Ladislav (1904–1985), tschechoslowakischer Fußballspieler und Fußballtrainer
- Ženíšek, Marek (* 1978), tschechischer Politologe und Politiker (TOP 09)
- Zeniter, Alice (* 1986), französische Schriftstellerin
- Zeniuk, Jerry (* 1945), deutsch-US-amerikanischer Maler
- Zeniya Gohei (1773–1852), japanischer Kaufmann
- Zeniya, Kinji (* 1953), japanischer Badmintonspieler

### Zenj
- Zenjov, Sergei (* 1989), estnischer Fußballspieler

### Zenk
- Zenk, Christina (* 1980), deutsche Musikwissenschaftlerin, Filmkomponistin und Professorin
- Zenk, Georg (* 1946), deutscher Schriftsteller, Gymnasiallehrer und katholischer Diakon
- Zenk, Hans-Joachim (* 1952), deutscher Leichtathlet
- Zenk, Meinhart H. (1933–2011), deutscher Chemiker und Biologe
- Zenk, Peter (* 1943), deutscher Filmproduzent
- Zenk, Tom (1958–2017), US-amerikanischer Wrestler
- Zenk, Valerian (* 1989), deutscher Basketballspieler
- Zenk, Walter (* 1940), deutscher Ozeanograph
- Zenkawi, Essa Mohamed al- (* 1992), kuwaitischer Diskuswerfer
- Zenke, Ines (* 1971), deutsche Juristin mit Schwerpunkt im Energierecht und Präsidentin des Wirtschaftsforums der SPDInes Zenke (* 1971)

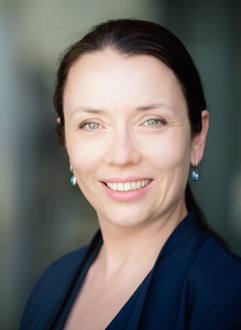
Ines Zenke (* 1971)

- Zenke, Martin (* 1953), deutscher Biochemiker und Zellbiologe
- Zenke, Richard (1901–1980), deutscher Kunstpädagoge, Maler und Illustrator
- Zenke, Simon (* 1988), nigerianischer Fußballspieler
- Zenke, Stefanie (* 1974), deutsche Juristin und Journalistin
- Zenker, Carl August (1830–1889), sächsischer Generalmajor
- Zenker, Christian (* 1940), deutscher Jurist
- Zenker, Christian (* 1975), deutscher Opern-, Konzert- und Liedsänger (Tenor)
- Zenker, Ernst Viktor (1865–1946), österreichischer Journalist und Politiker (DnP), Abgeordneter zum Nationalrat
- Zenker, Falk (* 1967), deutscher Gitarrist, Komponist und Klangkünstler
- Zenker, Ferdinand (1792–1864), deutscher Kämpfer in den Befreiungskriegen, Landwirt und Gutsbesitzer
- Zenker, Flora (1870–1916), deutsche Malerin
- Zenker, Florian (* 1972), deutscher (Jazz-)Gitarrist und Komponist
- Zenker, Franz G. (* 1782), österreichischer Koch und Autor
- Zenker, Friedrich Albert von (1825–1898), deutscher Arzt und Pathologe
- Zenker, Georg (1869–1933), deutscher Maler und Innenarchitekt
- Zenker, Georg (1921–1975), deutscher Fußballspieler
- Zenker, Georg August (1855–1922), deutscher Gärtner, Botaniker, Zoologe und langjähriger Leiter der Station Jaunde, Kamerun
- Zenker, Hans (1870–1932), deutscher AdmiralHans Zenker (1870–1932)

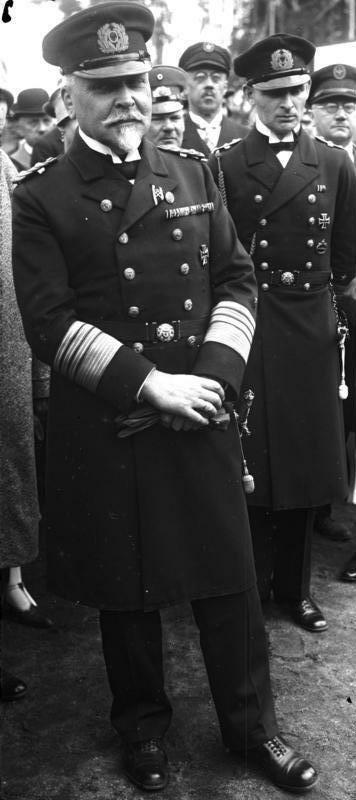
Hans Zenker (1870–1932)

- Zenker, Helmut (1949–2003), österreichischer Schriftsteller und Drehbuchautor
- Zenker, Hildegard (1909–1999), deutsche Fotografin
- Zenker, Johann Christoph (1738–1799), deutscher Dichter und evangelisch-lutherischer Theologe
- Zenker, Johann Gottlob Friedrich (1753–1826), preußischer Beamter
- Zenker, Jonathan Karl (1799–1837), deutscher Naturwissenschaftler, Paläontologe und Autor
- Zenker, Josef (1832–1907), deutscher Historienmaler
- Zenker, Julius Theodor (1811–1884), deutscher Orientalist, Übersetzer und Privatgelehrter
- Zenker, Karl-Adolf (1907–1998), deutscher Marineoffizier; Admiral, Inspekteur der Marine
- Zenker, Martin (* 1970), deutscher Bassist des Modern Jazz
- Zenker, Olaf (* 1973), deutscher Ethnologe
- Zenker, Ramon (* 1968), deutscher Musikproduzent
- Zenker, Richard von (1853–1945), sächsischer Generalmajor
- Zenker, Rudolf (1862–1941), deutscher Romanist
- Zenker, Rudolf (1903–1984), deutscher Chirurg und Hochschullehrer
- Zenker, Selda (* 1974), deutsche Sängerin und Songwriterin
- Zenker, Thomas (* 1975), deutscher KommunalpolitikerThomas Zenker (* 1975)

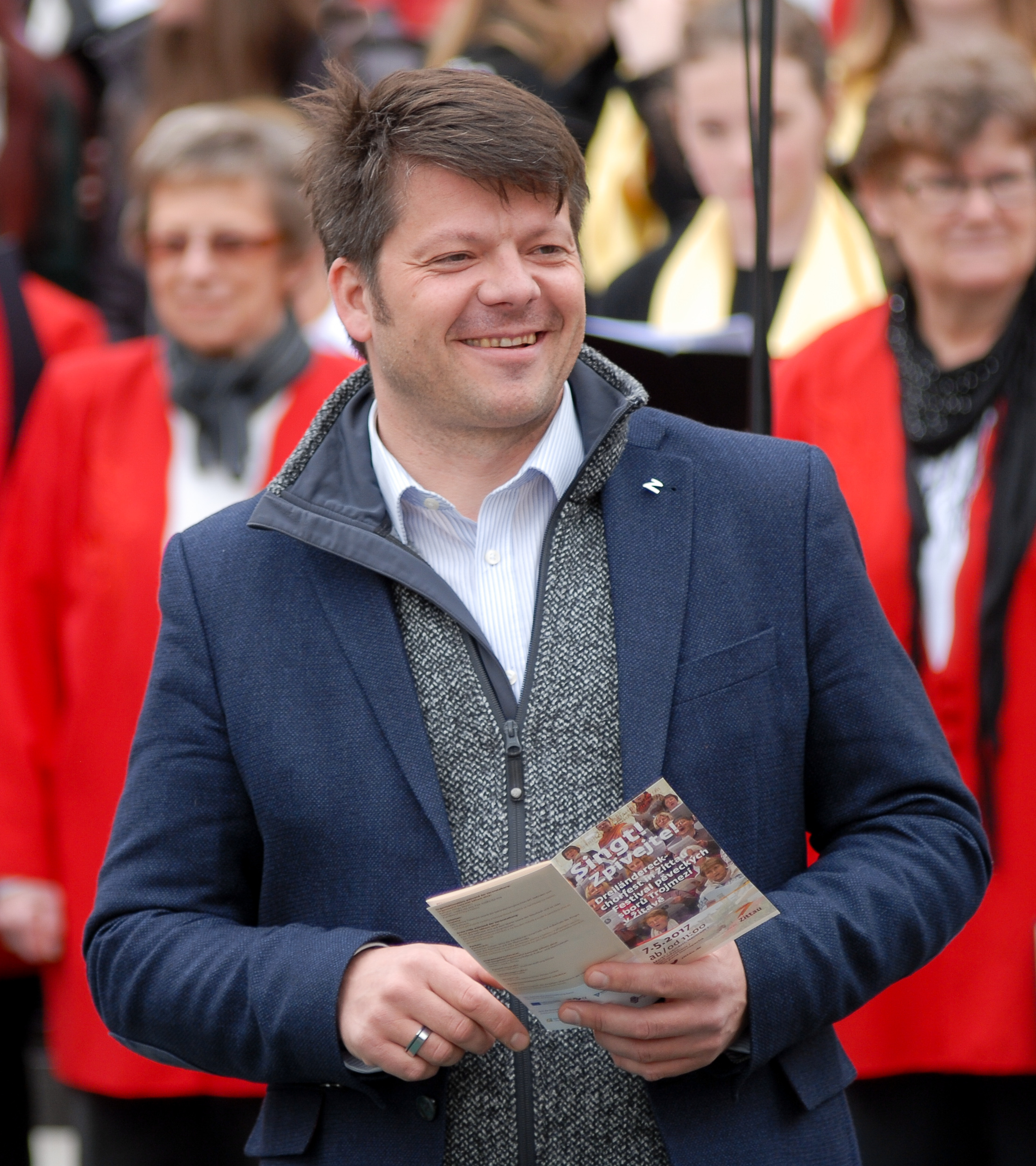
Thomas Zenker (* 1975)

- Zenker, Tibor (* 1976), österreichischer Autor und Sohn des Schriftstellers und Regisseurs Helmut Zenker
- Zenker, Tom (* 1971), deutscher Regisseur, Drehbuchautor und Filmeditor
- Zenker, Wolfgang (1898–1955), deutscher Schriftsteller
- Zenker, Wolfgang (1898–1918), deutscher Leutnant zur See
- Zenker, Wolfgang (1925–2022), österreichischer Anatom und Histologe
- Zenkert, Arnold (1923–2013), deutscher Astronomielehrer, Sonnenuhren-Spezialist und Bürgel-Biograf
- Zenkert, Ruth (* 1962), deutsche Religionspädagogin, Leiterin des Sozialprojektes Elijah
- Zenkevičius, Gintautas (1962–2021), litauischer Brigadegeneral
- Zenkevičius, Raimundas (1957–2020), litauischer Strongman
- Zenklusen, Stefan (* 1966), Schweizer Philosoph und Essayist
- Zenkner, Uwe (* 1963), deutscher Fußballspieler
- Zenkner, Wolfgang (* 1954), deutscher Karambolagespieler und Weltmeister
- Zenkovic, Danijel (* 1987), österreichischer Fußballspieler und Trainer
- Zenkowski, Serge Alexandrowitsch (1907–1990), russischer Historiker

### Zenn
- Zenna, Kathryn (* 1971), kanadische Schauspielerin
- Zennaro, Matteo (* 1976), italienischer Florettfechter
- Zenne, Hugo († 1961), Oberheizer der Kaiserlichen Marine, einziger Überlebender der SMS Wiesbaden
- Zenneck, Jonathan (1871–1959), deutscher Physiker, Funkpionier und ErfinderJonathan Zenneck (1871–1959)

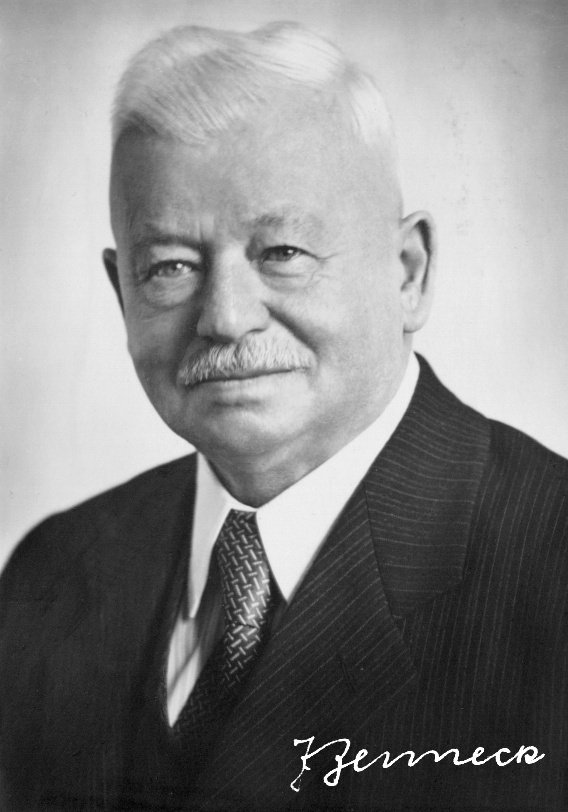
Jonathan Zenneck (1871–1959)

- Zenner, Carl (1899–1969), deutscher Politiker (NSDAP), MdR, SS- und Polizeiführer
- Zenner, Charley (* 2000), deutsche Handballspielerin
- Zenner, Christin (* 1991), deutsche Schwimmerin
- Zenner, Darren (1971–2020), kanadischer Boxer im Halbschwergewicht
- Zenner, Franz Xaver (1794–1861), Generalvikar und Weihbischof der Erzdiözese Wien
- Zenner, Hans-Peter (* 1947), deutscher HNO-Arzt und Hochschullehrer
- Zenner, Michael Peter (* 1953), deutscher Diplomat
- Zenner, Peter (* 1949), deutscher Politiker (FDP), MdBB
- Zenner, Steffen (* 1969), deutscher Politiker (CDU), Oberbürgermeister von Plauen
- Zenner, Zach (* 1991), US-amerikanischer American-Football-Spieler
- Zennosuke, Nakagawa (1897–1975), japanischer Rechtsgelehrter
- Zenns, Alfred (1880–1960), deutscher Architekt
- Zennström, Maria (* 1962), schwedische Schriftstellerin, Kritikerin, Regisseurin und Drehbuchautorin
- Zennström, Niklas (* 1966), schwedischer IT-Unternehmer, Entwickler von Kazaa, Skype und RdioNiklas Zennström (* 1966)

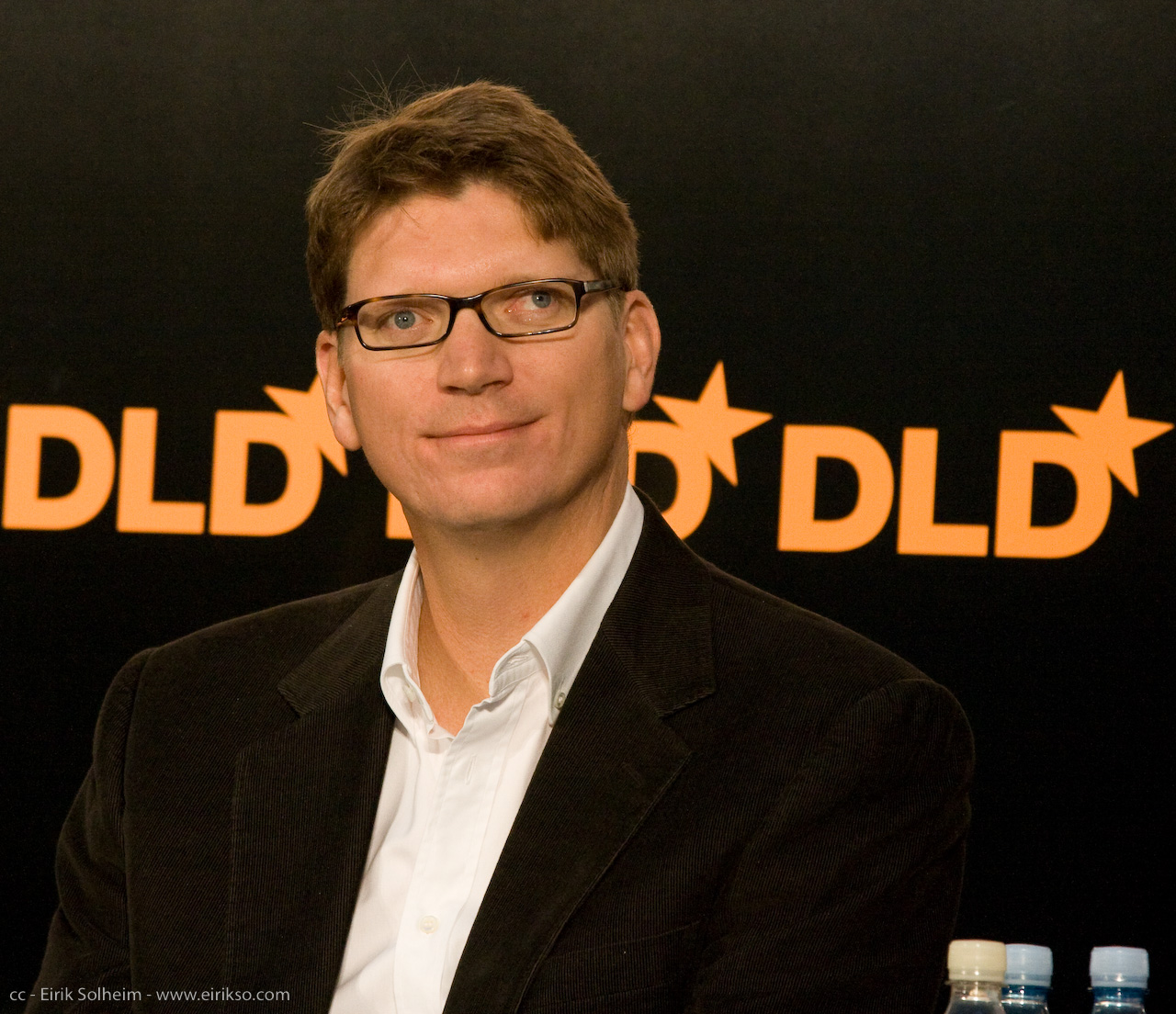
Niklas Zennström (* 1966)

### Zeno
- Zeno Gandía, Manuel (1855–1930), puerto-ricanischer Arzt und Schriftsteller
- Zeno, Ana María (1922–2011), argentinische Medizinerin
- Zeno, Antonio, venetianischer Seefahrer
- Zeno, Apostolo (1668–1750), italienischer Dichter und Librettist
- Zeno, Giovanni Battista († 1501), italienischer Geistlicher, Bischof von Vicenza und Kardinal
- Zeno, Henry († 1917), US-amerikanischer Jazz-Schlagzeuger
- Zeno, Jacopo (1418–1481), italienischer Geistlicher
- Zeno, Nicolò, venetianischer Seefahrer
- Zéno, Thierry (1950–2017), belgischer Regisseur und Drehbuchautor
- Zenobi, Renato (* 1961), Schweizer Chemiker
- Zenobi-Wong, Marcy (* 1963), amerikanische Ingenieurin
- Zenobia, Gattin des iberischen Prinzen Rhadamistos
- Zenobia, Herrscherin von PalmyraZenobia

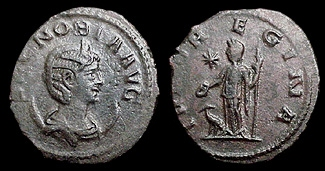
Zenobia

- Zenobios, altgriechischer Sophist und Philologe
- Zenobius von Florenz (* 337), Bischof von Florenz, Heiliger
- Zenoch, Rosa, Mädchen
- Zenodoros, antiker römischer Toreut
- Zenodoros, Mathematiker der Antike
- Zenodoros († 20 v. Chr.), regionaler Herrscher in Ituräa und Umgebung
- Zenodotos, spätantiker neuplatonischer Philosoph
- Zenodotos von Ephesos, griechischer Philologe
- Zenodotos von Telmessos, Bischof von Telmessos, Lykien
- Zenodotos von Termessos, Bischof von Termessos in Pisidien
- Zenodotos von Troizen, antiker griechischer Historiker
- Zenon († 491), byzantinischer Kaiser
- Zenon von Elea, griechischer Philosoph
- Zenon von Kaunos, altägyptischer Beamter
- Zenon von Kition, griechischer Philosoph, Begründer der StoaZenon von Kition

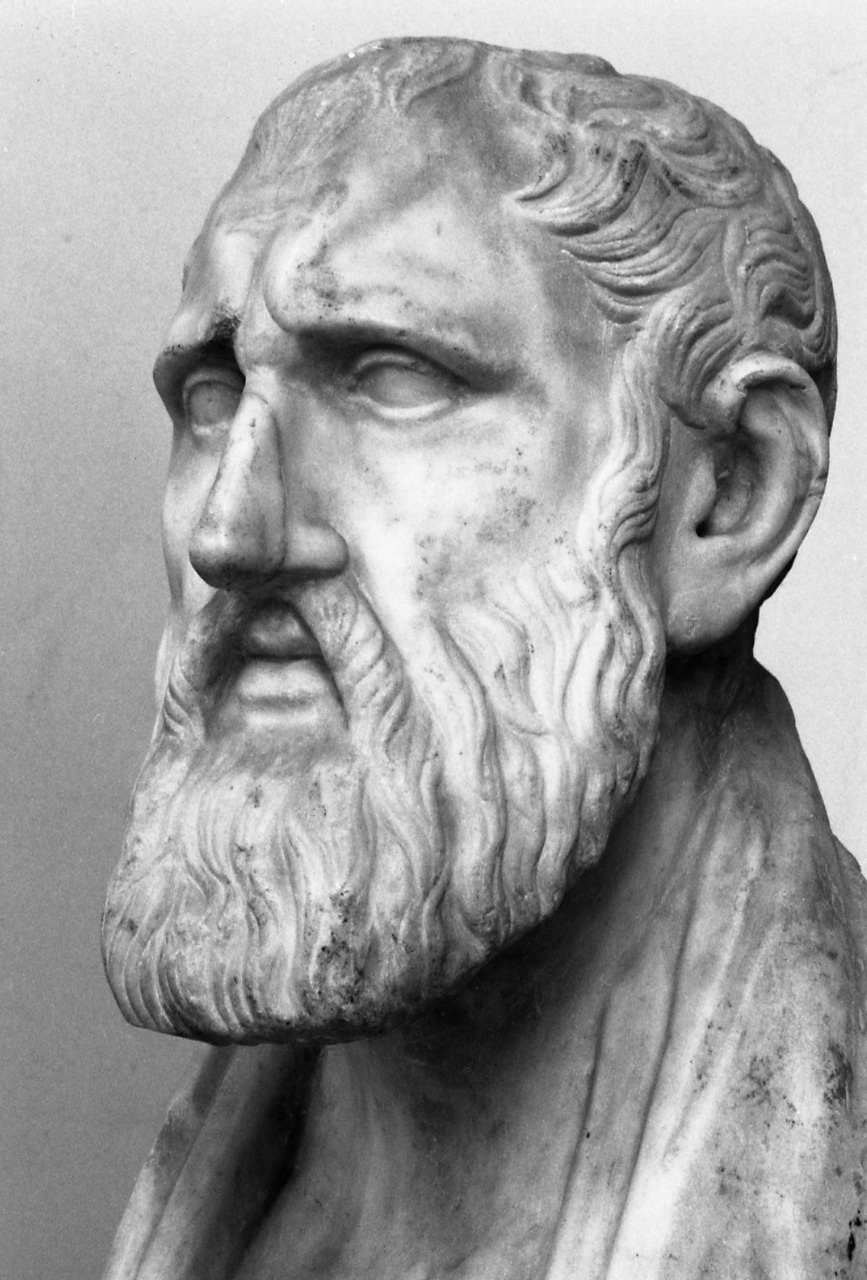
Zenon von Kition

- Zenon von Rhodos, griechischer Historiker
- Zenon von Sidon, griechischer Philosoph, Mathematiker und Logiker
- Zenon von Tarsos, griechischer stoischer Philosoph
- Zenon von Verona, Bischof von Verona, Heiliger
- Zenón, Kevin (* 2001), argentinischer Fußballspieler
- Zenón, Miguel (* 1976), puerto-ricanischer Jazzmusiker
- Zenon, Paul (* 1964), britischer Zauberkünstler und Komiker
- Zenone da Campione, italienischer Bildhauer der frühen Gotik
- Zenoni, Anne (* 1971), französische Fußballspielerin
- Zenoni, Cristian (* 1977), italienischer Fußballspieler
- Zenoni, Damiano (* 1977), italienischer Fußballspieler
- Zenoni, Felice (* 1964), Schweizer Filmemacher, Moderator und Sprecher
- Zenoni, Marta (* 1999), italienische Mittel- und Langstreckenläuferin
- Zenor, William T. (1846–1916), US-amerikanischer Politiker
- Zenos, Demetrios, griechischer Korrektor und Autor in Venedig
- Zenow, Bratan (* 1964), bulgarischer Ringer
- Zenow, Gantscho (1870–1949), bulgarischer Historiker
- Zenow, Mitko (* 1993), bulgarischer Leichtathlet

### Zens
- Zens, Hans (1925–2010), deutscher Kirmesdirektor und Altbürgermeister von Kreuzau
- Zens, Herwig (1943–2019), österreichischer Maler und Kunstpädagoge
- Zens, Rosemarie (* 1944), deutsche Schriftstellerin und Fotografin
- Zensch, Emmerich (1919–2017), österreichischer Seniorensportler
- Zenser, Hildegard (1947–2003), deutsche Kunsthistorikerin
- Zenses, Christoph (* 1959), deutscher Mediziner
- Zensus, Anton (* 1958), deutscher Radioastronom

### Zent
- Zentai, Charles (1921–2017), ungarisch-australischer Kriegsverbrecher
- Żentara, Edward (1956–2011), polnischer Schauspieler und Regisseur
- Zentara, Klaus (1936–2004), deutscher Historiker, Handballspieler und -schiedsrichter
- Żentara, Mikołaj (* 1981), polnischer Black-Metal-Musiker
- Zentara, Mounty R. P. (* 1964), österreichischer Licht-, Installations- und Konzeptkünstler
- Zentawer, Max (* 1962), deutscher Jazzmusiker (Gitarre, Komposition)
- Zenteno Anaya, Joaquín (1921–1976), bolivianischer Militär, Politiker und Diplomat
- Zenteno, Mauricio (* 1984), chilenischer Fußballspieler
- Zentes, Joachim (* 1947), deutscher Ökonom
- Zentgraf, Eduard (1882–1973), deutscher Forstwissenschaftler
- Zentgraf, Emil (1893–1976), deutscher akademischer Bildhauer
- Zentgraf, Georg (* 1932), deutscher Braumeister
- Zentgraf, Hugo (1878–1918), deutscher Politiker (SPD), MdL
- Zentgraf, Johann Joachim (1643–1707), deutscher lutherischer Theologe, Professor
- Zentgraf, Lothar, deutscher Kanu-Sportler
- Zentgraf, Martin (* 1955), deutscher evangelischer Theologe
- Zentgraf, Otto (1811–1890), Landtagsabgeordneter Großherzogtum Hessen
- Zentgraf, Richard (1881–1936), deutscher Geistlicher und Rektor
- Zentgraf, Rudolph (1884–1958), evangelischer Theologe, Oberkirchenrat und Superintendent
- Zentgrav, Johann Gottfried (1722–1762), deutscher evangelischer Theologe
- Zenthöfer, Jochen (* 1977), deutsch-luxemburgischer Journalist
- Zenti, Girolamo, italienischer Cembalo- und Orgelbauer
- Zenti, Giuseppe (* 1947), italienischer Geistlicher, römisch-katholischer Bischof
- Zentis, Gudrun (* 1953), deutsche Politikerin (Bündnis 90/Die Grünen)
- Zentner, Alexi (* 1973), kanadisch-US-amerikanischer Schriftsteller
- Zentner, Christian (1938–2023), deutscher Historiker und Publizist
- Zentner, Erica (* 1925), kanadische Geigerin und Musikpädagogin
- Zentner, Georg Friedrich von (1752–1835), bayerischer Staatsminister
- Zentner, Johannes (1903–1989), Schweizer Komponist
- Zentner, Jorge (* 1953), argentinischer Comicautor
- Zentner, Josef (* 1952), deutscher Neurochirurg
- Zentner, Kurt (1903–1974), deutscher Redakteur und Publizist
- Zentner, Kurt (1921–2006), deutscher Fußballspieler
- Zentner, Robin (* 1994), deutscher FußballtorhüterRobin Zentner (* 1994)

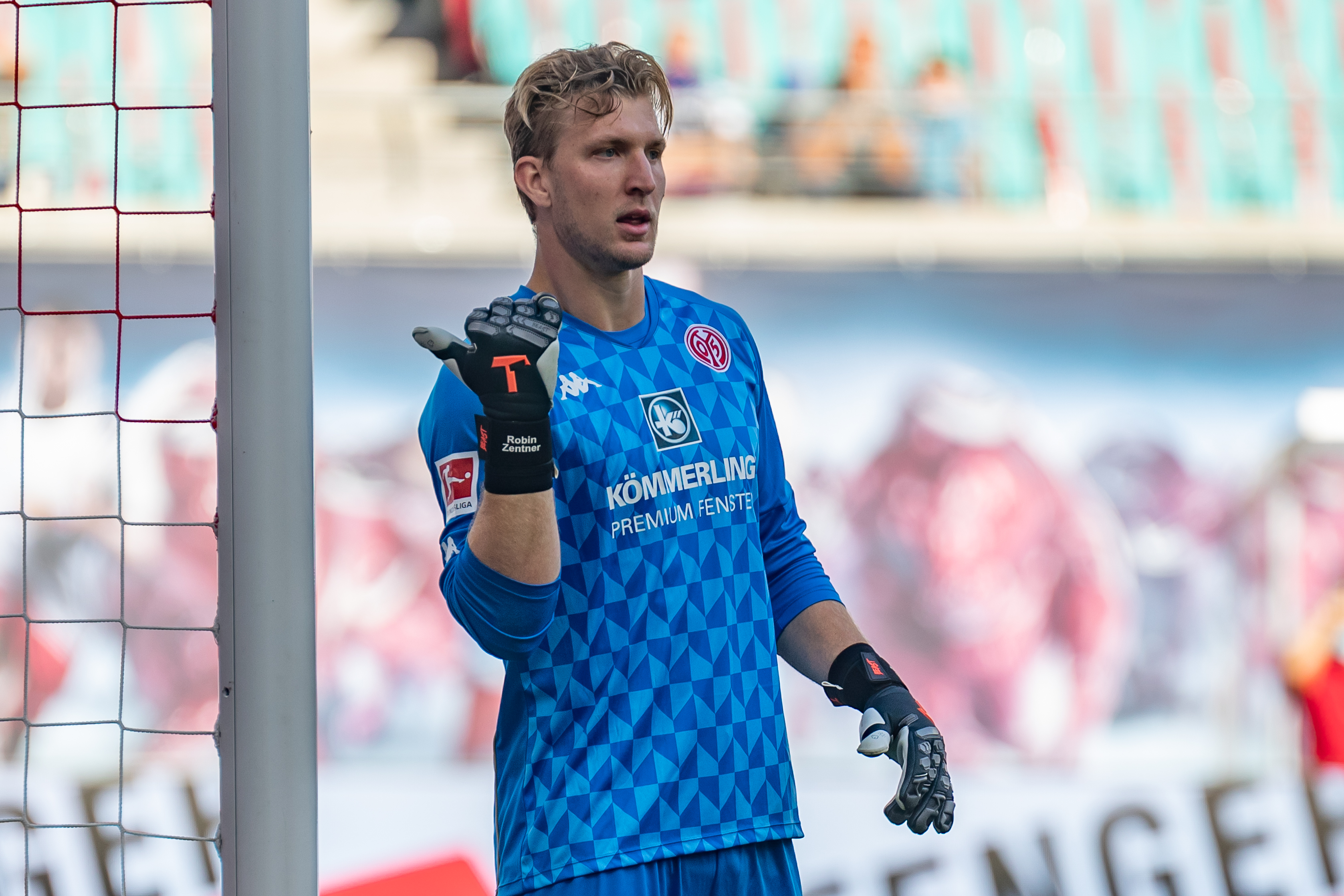
Robin Zentner (* 1994)

- Zentner, Si (1917–2000), US-amerikanischer Jazz-Posaunist und Bandleader
- Zentner, Wilhelm (1893–1982), deutscher Schriftsteller, Dozent und Theater- und Musikkritiker
- Zentrich, Viktor (* 2003), tschechisch-deutscher Fußballspieler
- Zentz, Bryan, US-amerikanischer Musikproduzent

### Zenz
- Zenz, Adrian (* 1974), deutscher AnthropologeAdrian Zenz (* 1974)
- Zenz, Eduard (* 1948), deutscher Jurist

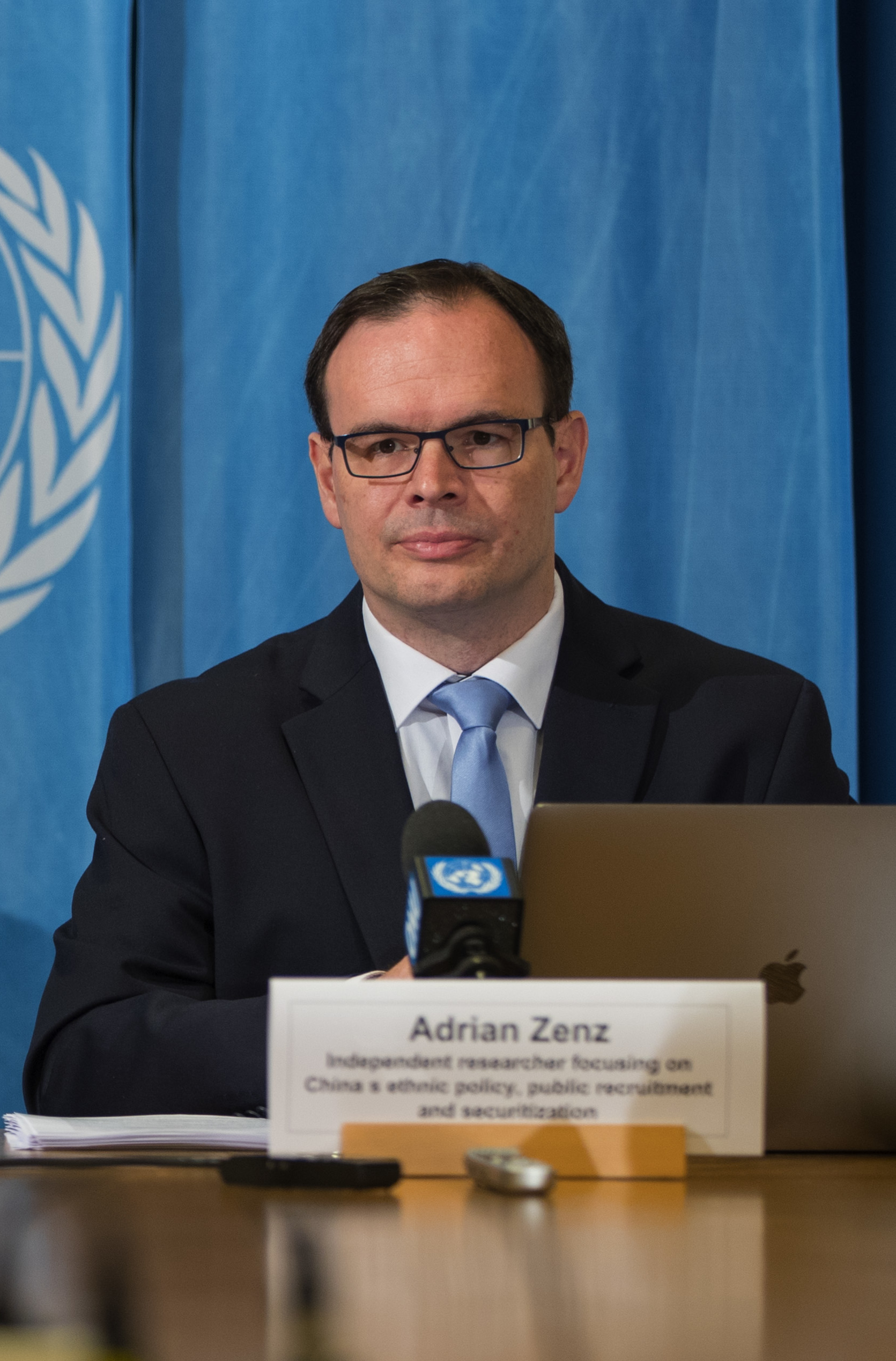
Adrian Zenz (* 1974)

- Zenz, Emil (1912–1994), deutscher Historiker und Politiker (CDU)
- Zenz, Gisela (* 1938), deutsche Rechtswissenschaftlerin und Psychoanalytikerin
- Zenz, Hermann (1926–2009), deutscher Politiker (CSU)
- Zenz, Klaus (* 1966), österreichischer Politiker (SPÖ), Landtagsabgeordneter
- Zenz, Michael (* 1945), deutscher Mediziner
- Zenz, Paul (1897–1955), deutscher Politiker und Regierungspräsident des Regierungsbezirks Minden
- Zenz, Therese (1932–2019), deutsche Kanutin
- Zenz, Toni (1915–2014), deutscher Bildhauer
- Zenzen, Dolf (1909–2003), deutscher Bühnen- und Filmschauspieler und Künstleragent
- Zenzen, Eucharius (1903–1963), deutscher Benediktinerabt
- Zenzinger, Roman (1903–1990), österreichischer Maler
- Zenzipér, Arkadi (* 1958), sowjetischer Pianist
- Zenzmaier, Josef (1933–2023), österreichischer Bildhauer